# Motto Croce
Motto Croce är en kulle i Schweiz. Den ligger i distriktet Lugano och kantonen Ticino, i den sydöstra delen av landet, 150 km sydost om huvudstaden Bern. Toppen på Motto Croce är 1 188 meter över havet, eller 69 meter över den omgivande terrängen. Bredden vid basen är 0,59 km.
Terrängen runt Motto Croce är kuperad söderut, men norrut är den bergig. Runt Motto Croce är det tätbefolkat, med 442 invånare per kvadratkilometer.. Närmaste större samhälle är Lugano, 10,8 km öster om Motto Croce.
I omgivningarna runt Motto Croce växer i huvudsak blandskog.